# Сартакова
Сарта́кова (рос. Сартакова) — присілок у складі Горноуральського міського округу Свердловської області.
Населення — 26 осіб (2010, 38 у 2002).
Національний склад станом на 2002 рік: росіяни — 92 %.